# YMS-Klasse
Auxiliary Motor Minesweeper war die Bezeichnung der US Navy für leichte Hilfs-Minensuchboote, die während des Zweiten Weltkrieges gebaut und eingesetzt wurden. Der gebräuchlichere Begriff war Yard Minesweeper, wovon sich auch die Schiffskennung YMS ableitet. Da sämtliche gebauten Einheiten baugleich sind, spricht man auch von der YMS-Klasse bzw. YMS-1-Klasse. Als Yard-Einheiten waren die YMS-Boote im Normalfall fest einem Hafen oder einem Marinestützpunkt zugeteilt und ihr Einsatzgebiet auf dessen Umkreis beschränkt.
Das erste Boot, YMS-1, wurde im März 1941 auf Kiel gelegt, etwa ein Jahr später stellte die Navy dann die ersten Einheiten in Dienst, zuerst in Jacksonville und Charleston. Nach Kriegseintritt wurden die Boote in schneller Massenproduktion von 35 Yachtwerften (12 an der Ostküste, 19 an der Westküste, 4 an den Großen Seen) gebaut, die kürzeste Bauzeit betrug dreieinhalb Monate. Es wurden 481 Boote gebaut, die sich nur durch ein Detail unterschieden: Die ersten 134 Stück besaßen zwei kleine Schornsteine, Nummer 135 bis 445 sowie 480/481 nur einen, die restlichen gar keinen. Die Boote erreichten 15 Knoten, waren etwa 41 Meter (136 Fuß) lang, besaßen eine Verdrängung von 270 Tonnen und wurden von zwei GM-8-268A-Dieselmotoren mit 880 bhp betrieben; die Schiffshülle war aus Holz gefertigt. Zur Verteidigung standen den 32 Mann Besatzung ein 7,6-cm-Schiffsgeschütz, zwei 20-mm-Maschinenkanonen und zwei Wasserbombenwerfer zur Verfügung.
Im Laufe des Krieges wurden YMS-Einheiten an nahezu allen Kriegsschauplätzen eingesetzt. Zahlreiche Modelle gingen im Rahmen des Lend-Lease-Abkommens an Verbündete, hauptsächlich an die Französische Marine und die Royal Navy. Für letztere wurden zusätzlich noch weitere 80 Boote produziert, die die Bezeichnung British Motor Minesweeper (BYMS) trugen. Gegen Ende des Krieges erhielt auch die Griechische Marine neun YMS.
40 der Einheiten gingen verloren, die meisten durch Kollision mit einer Mine beim Minenräumen. Zum größten Verlust kam es am 9. Oktober 1945, als sieben YMS in Okinawa durch den Taifun Louise zerstört wurden.

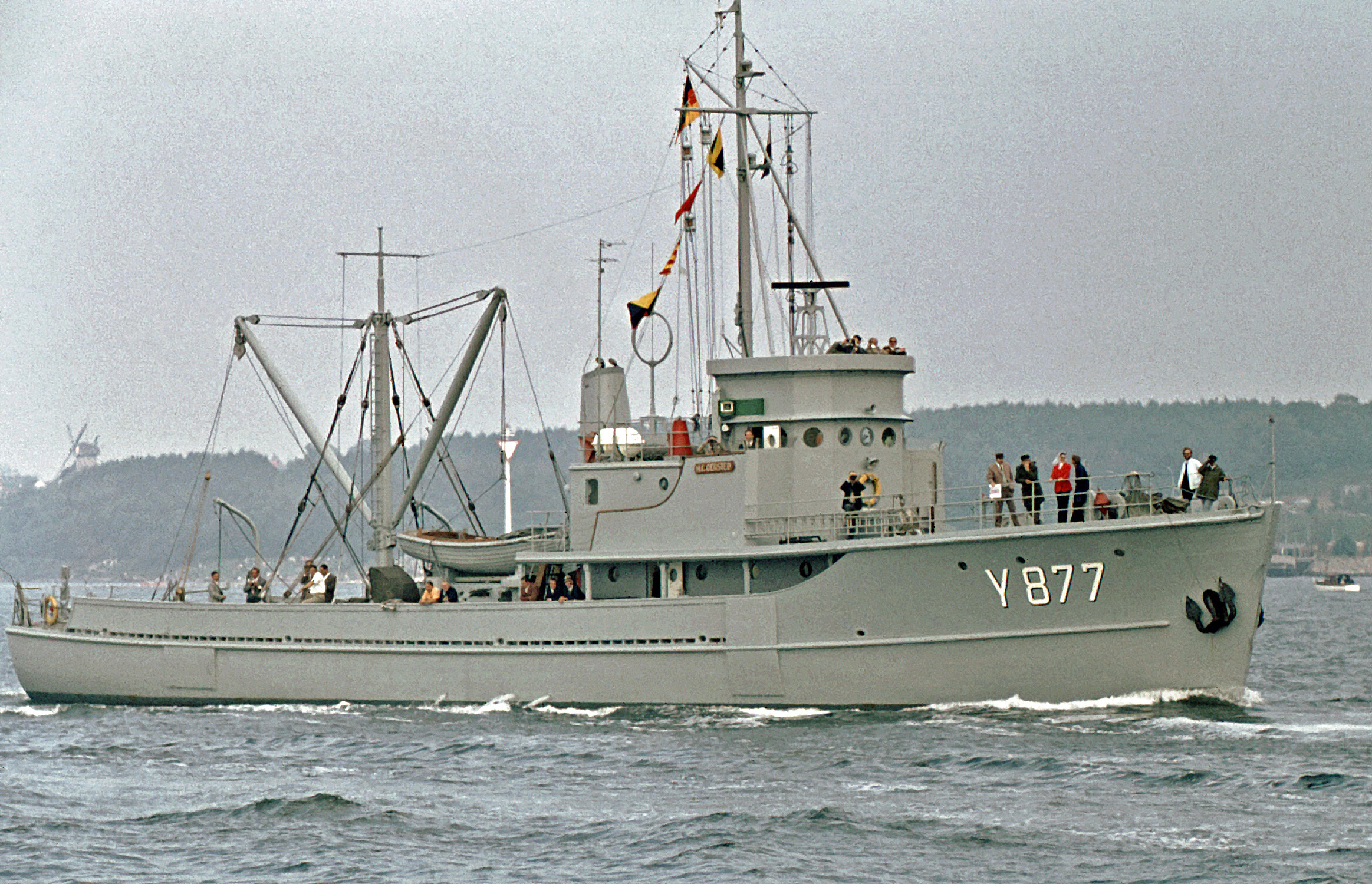
Hans Christian Oerstedt (Y877) 1972 in Kiel

Nach dem Krieg wurde der Großteil der Boote bald außer Dienst gestellt. Die verbliebenen Einheiten wurden 1947 als AMS reklassifiziert und individuell benannt. Im Koreakrieg wurden sie erneut eingesetzt und spielten als Minensucher eine wichtige Rolle. 1955 erhielten die Boote die neue Kennung MSC(O), zwei Jahre später wurden die letzten YMS aus der aktiven Flotte entfernt. In den 1960er-Jahren wurden die Einheiten dann nur noch zum Training von Reservisten verwendet. Das letzte US-Boot der Klasse, USS Ruff (ursprünglich YMS-327), wurde im November 1969 ausgemustert.
Fünf Boote wurden auch an die Bundesmarine übergeben und dort als Erprobungsfahrzeuge 
genutzt. Es handelt sich dabei um Adolf Bestelmeyer (Y 881), gebaut als YMS 213, Rudolf Diesel (Y 889), gebaut als YMS 279, Hans Christian Oerstedt (Y 877), gebaut als YMS 247, Hermann von Helmholz (Y 878) und OT 2 (W 54, später Y 847). Die YMS-Nummern der beiden letzten Einheiten sind ungeklärt. Mindestens drei weitere YMS gingen an Südvietnam. Zum bekanntesten Boot der Klasse entwickelte sich BYMS-26, das 1950 dem Meeresforscher Jacques-Yves Cousteau geschenkt und von diesem zum Forschungsschiff Calypso umgebaut wurde.